# Марк (Шавыкин)
Епископ Марк (в миру Леонид Леонтьевич Шавыкин; 28 мая [10 июня] 1910, Райвола, Выборгская губерния — 12 января 1989, Лахти, Хяме) — архиерей Русской православной церкви, епископ Ладожский (1970—1983), викарий Ленинградской епархии.

## Биография
Родился 28 мая (10) июня 1910 года в семье петербургского оружейного техника Леонтия Шавыкина, в курортном селении Райвола на Карельском перешейке. После 1917 года, в связи с изменением государственных границ, оказался в Финляндии.
В 1927 году окончил реальное училище, затем продолжил образование в Хельсинки.
Был женат, но его супруга скончалась во время родов, а новорождённого сына взяли на воспитание бабушка и дедушка. После смерти жены Леонид решил принять монашество в Валаамском монастыре.

### В Финляндской архиепископии
В сентябре 1931 года, по отбытии воинской повинности, уехал в Валаамский монастырь, где игуменом Павлином (Мешалкиным) был принят на послушание в обитель. В свободное от послушаний время под руководством опытных старцев изучал в библиотеке монастыря богословскую и святоотеческую литературу.
4 апреля 1934 года настоятелем монастыря игуменом Харитоном (Дунаевым) был пострижен в монашество с именем Марк. Был у него келейником.
12 июля того же года архиепископом Карельским и всей Финляндии Германом (Аавом) был рукоположён в сан иеродиакона.
Во время советско-финской войны (1939—1940) был на фронтах боевых действий на стороне Финляндии, служил переводчиком, агитатором. Был награждён финской медалью «За Зимнюю войну».
В 1941 году принял финское гражданство (ранее жил с нансеновским паспортом).
14 декабря 1942 года в Никольском храме в городе Куопио был рукоположён в сан иеромонаха.
По окончании Второй мировой войны вернулся в Ново-Валаамский монастырь, а осенью 1947 года по постановлению священноначалия Финляндской архиепископии был направлен на служение в качестве миссионера и замещающего священнослужителя в различные финляндские приходы (в частности служил в приходе города Котка).

### В Американской митрополии
В 1954 году по благословению настоятеля Валаамского монастыря и с разрешения архиепископа Германа (Аава) переехал на церковное служение в США и был принят в юрисдикцию русской Северо-Американской митрополии. 25 сентября того же года был командирован митрополичьим советом вторым священником в Свято-Троицкий собор в Сан-Франциско.
В феврале 1956 года награждён наперсным крестом и возведён в сан игумена.
С осени 1956 года был настоятелем Петропавловской церкви в городе Финикс, штат Аризона, а затем митрополит Нью-Йоркский Леонтий (Туркевич) назначил его настоятелем Свято-Троицкой церкви города Спрингфильд, штат Вермонт.
Поддерживал хорошие отношения с клириками Русской Зарубежной церкви, благодаря чему многие его личные вещи и хранившиеся у него святыни оказались впоследствии в Сан-Францисской епархии, а также в Свято-Троицком монастыре в Джорданвилле.

### В Московском патриархате
Состояние разрыва молитвенного общения с Московским патриархатом тяготили его и он подал прошение на имя экзарха Московского патриарха в Америке митрополита Алеутского и Североамериканского Бориса (Вика) с просьбой принять его в состав Патриаршего экзархата в Америке. Прошение было принято.
17 января 1959 года митрополитом Борисом он был назначен настоятелем Никольского кафедрального собора в Сан-Франциско. Вступив 1 февраля того же года в должность настоятеля, в последующие 10 лет усердно трудился над улучшением церковно-приходской жизни собора.
24 июля 1960 года состоялось освящение нового здания собора по большому архиерейскому чину, которое совершил Экзарх Московского патриархата митрополит Североамериканский и Алеутский Борис в сослужении с архиепископом Сан-Франциским и Западноамериканским Дионисием (Дьяченко), игуменом Марком, протоиереем Иосифом Гавриляком, протоиереем Петром Котляровым, протоиереем Федором Кочетовым и протоиереем Николаем Левковичем (из Сан-Диего). Тогда же был возведён в сан архимандрита.
За время его настоятельства церковная деятельность прихода расширилась, было приобретено новое здание для собора и церковный дом, в храме была собрана богатая ризница, хозяйственно-экономическое положение прихода значительно улучшилось.
17 января 1969 года решением Священного Синода архимандриту Марку (Шавыкину) определено быть епископом Сан-Францисским.
2 февраля 1969 года в Никольском соборе Нью-Йорка был хиротонисан во епископа Сан-Францисского с поручением временного управления Эдмонтонской и Канадской епархией. Хиротонию совершали митрополит Ленинградский и Новгородский Никодим (Ротов), архиепископ Нью-Йоркский и Алеутский, патриарший Экзарх в Северной и Южной Америке Ионафан (Кополович), епископ Бруклинский Досифей (Иванченко) и епископ Филадельфийский Алексий (ван дер Менсбрюгге).
10 апреля 1970 года, в связи с дарованием Православной церкви в Америке автокефалии и упразднением епархий Московского патриархата в Северной Америке, был освобождён от управления Сан-Францисской кафедрой с поручением временного управления приходами, оставшимися в канонической юрисдикции патриарха Московского в Канаде.
26 мая того же года решением Священного Синода был освобождён от должности временного управляющего Патриарших приходов в Канаде.

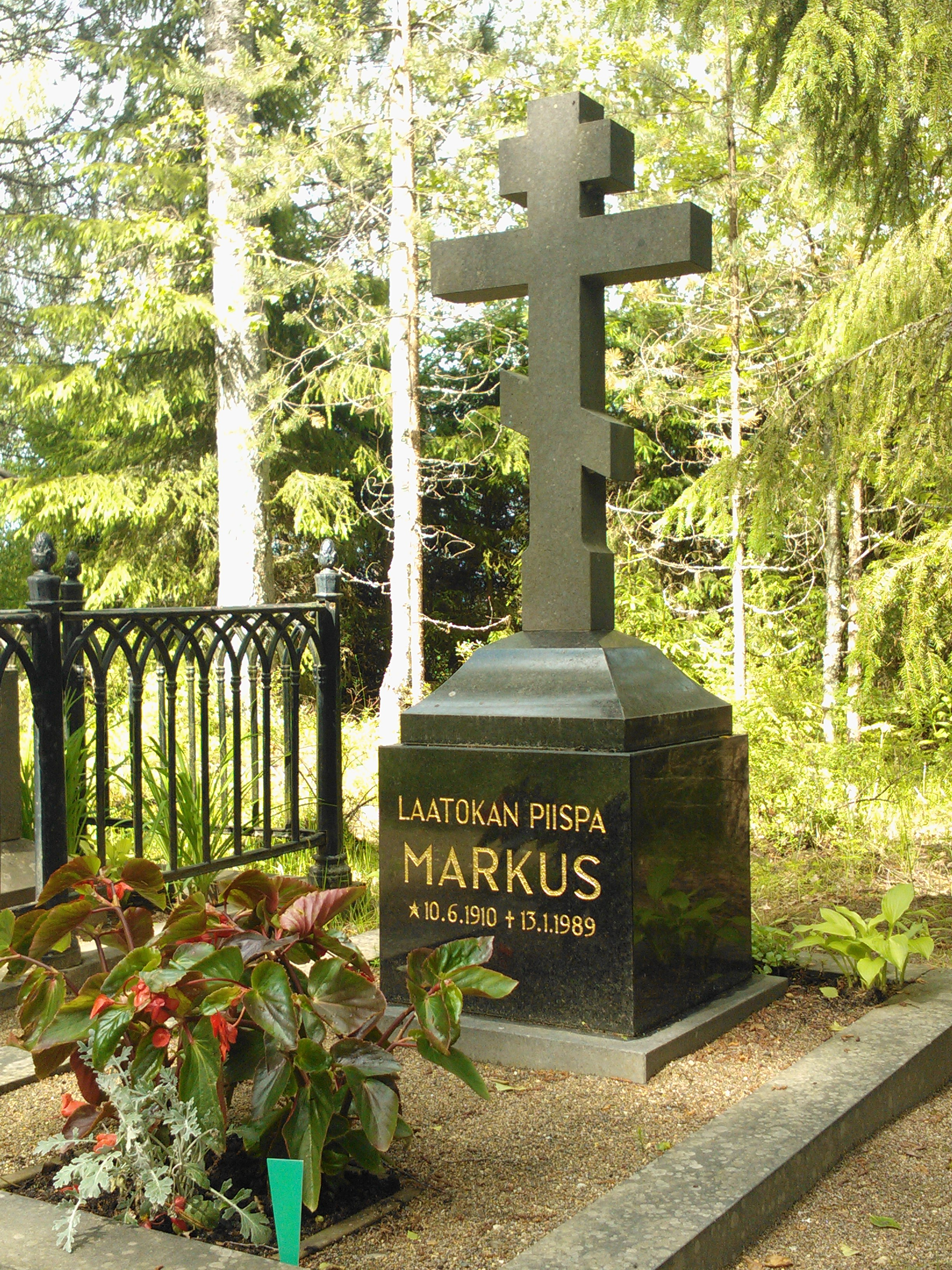
Могила епископа Марка на кладбище Ново-Валаамского монастыря

11 августа того же года Священный Синод присвоил ему титул епископа Ладожского, викария Ленинградской епархии, с оставлением за ним настоятельства в Никольском соборе в Сан-Франциско.
5 июня 1977 года участвовал в торжественном освящении нового храма в честь Преображения Господня в Ново-Валаамском монастыре.
29 декабря 1983 года согласно прошению был уволен на покой с освобождением от обязанностей настоятеля Свято-Николаевского кафедрального собора в Сан-Франциско.
По некоторым данным в 1983 году перешёл под омофор одной из групп греков-старостильников.
Незадолго до смерти из-за возникшей конфликтной ситуации вернулся в Финляндию. Поселился в Лахти.
Скончался 13 января 1989 года. Отпевание было совершено в Свято-Троицком храме в Хельсинки. Похоронен на кладбище Ново-Валаамского монастыря в Финляндии рядом с могилой игумена Харитона (Дунаева).

## Награды
- Орден святого равноапостольного князя Владимира 2-й степени (27 марта 1973)
- Орден преподобного Сергия Радонежского (9 июня 1980; в связи с 70-летием[12])